# فلبیت
فلبیت یا افروختگی سیاهرگ به التهاب یک سیاهرگ یا ورید گفته می‌شود. این مشکل معمولاً در سیاهرگ‌های سطحی پا رخ می‌دهد. فلبیت با علت ترومبوز به‌نام ترومبوفلبیت شناخته می‌شود. در فلبیت معمولی و سطحی بر خلاف ترومبوز سیاهرگی عمقی احتمال آمبولی ریه بسیار کم است.